# Mahmutlar, Alanya
Mahmutlar là một thị trấn thuộc huyện Alanya, tỉnh Antalya, Thổ Nhĩ Kỳ. Dân số thời điểm năm 2011 là 24.227 người.